# 甲吾郎
甲 吾郎（かぶと ごろう、1870年1月5日（明治2年12月4日） - 1923年1月9日）は、山梨県巨摩郡（現・南アルプス市）出身で立川部屋、中村部屋、再度立川部屋に所属した力士。本名は五味 安吉。6代立川。168cm、90kg。最高位は東前頭4枚目。

## 経歴
1893年1月初土俵、1897年5月十両昇進。1903年1月新入幕、1909年から二枚鑑札、1913年1月に力士を引退。1911年から引退までは最年長幕内力士だった。

## 成績
- 幕内21場所59勝77敗44休30分預
- 通算30場所103勝101敗44休36分預

## 改名
甲→甲斐ノ山→甲→兜→甲→立川